# Combate de Bobr
El combate de Bobr fue un enfrentamiento que tuvo lugar entre el 26 y el 27 de junio de 1944, en el marco de la Operación Bagratión, y que enfrentó al I Batallón, a la 13.ª Compañía del IV Batallón y a dos compañías del III Batallón, de la P.A.K (artillería antitanque) regimental de la Légion des Volontaires Français (LVF), unidad formada por voluntarios franceses bajo las órdenes de la Wehrmacht de la Alemania nazi, con un total aproximado de 600 hombres, frente a unos 4 o 5 batallones del Ejército Rojo.

## Contexto
Tras la retirada general de los ejércitos alemanes en todo el Frente Oriental como consecuencia de la ofensiva general del Ejército Rojo, en el Grupo de Ejércitos Centro, en Bielorrusia, un puñado de voluntarios colaboracionistas franceses se hicieron fuertes con la finalidad de retrasar el avance de las tropas soviéticas y permitir de este modo que varias divisiones de la Wehrmacht se replegasen, escapando así a un seguro cerco. Los voluntarios de la LVF se instalaron el 22 de junio de 1944 en las cercanías del río Bobr, que dio nombre a la batalla, a unos 50 km de la ciudad de Borissov, atravesada por el río Beresina.

## La batalla
Los franceses recibieron como refuerzo, el 25 de junio de 1944, cuatro carros de combate Tigres, así como 6 piezas de cañón de 37 mm de la PAK. El Kampfgruppe así formado quedó bajo el mando del comandante Jean Bridoux, quien por lo demás era hijo del ministro de la Guerra del régimen colaboracionista francés de la Francia de Vichy, Eugène Bridoux.
El asalto de las tropas soviéticas se inició el 26 de junio a las cuatro de la mañana. Aunque los soviéticos disponían de un 
importante material pesado –numerosos cañones, Katyushas, morteros pesados, así como 
numerosos 
carros de combate– los franceses lograron mantener su posición. Una infernal lluvia de proyectiles cayó sobre ellos. Lograron resistir cinco asaltos consecutivos, llegando a luchar cuerpo a cuerpo para poder conservar la posición en un cementerio.

## Consecuencias
Los franceses de la LVF fueron relevados en la mañana del 27 de junio, tras haber perdido a 41 hombres, con 24 heridos. Por lo que respecta a las bajas rusas, perdieron un importante número de carros de combate (26 fueron destruidos por los tanques Tigre, mientras que 13 lo fueron por la artillería antitanque y un último tanque lo fue por una acción individual de un miembro de la LVF), y sufrieron igualmente varios cientos de bajas en la infantería del Ejército Rojo.
Según Saint Loup, esta batalla habría sido narrada del siguiente modo en la prensa soviética: "[...] en el río Bobr, unidades blindadas pertenecientes a dos Frentes de Bielorrusia se enfrentaron con la resistencia de dos divisiones francesas." Sin embargo, los efectivos franceses presentes en la batalla no llegaban siquiera a los 600 hombres.